# Miloš Teodosić
Miloš Teodosić, srbski košarkar, * 13. marec 1987, Valjevo, Srbija
S svojimi 196 cm višine je ta srbski košarkarski reprezentant eden najboljših predstavnikov svoje generacije. Večinoma igra na mestu organizatorja igre, lahko pa se po potrebi preseli tudi na položaj branilca.

## Življenjepis
Miloš je bil rojen v mestu Valjevo  z  59.000 prebivalci. Ta kraj leži na zahodu Srbije in je od Beograda oddaljen  94 km , od Ljubljane pa 614 km. S košarko se je začel ukvarjati pri sedmih letih.Svojo prvo profesionalno pogodbo pa je podpisal za   FMP Železnik , srbskega prvoligaša z obrobja Beograda. Bil je izbran tudi v idealno peterico 17. SP v košarki v Španiji 2014 in bil je edini v tej peterici,ki ni član kakega moštva NBA.